# قرار (حقوق)
قرار عبارت‌است از تصمیم قضایی، که از سوی مقام قضایی در طول تحقیقات مقدماتی و در مقام انجام دادن تحقیق و در موارد استثنایی در جریان محاکمه و رسیدگی دادگاه صادر می‌شود، این تصمیم ممکن است ناظر به متهم، سایر اشخاص، یا در مورد اشیاء و اموال آنان باشد.
در علم حقوق نیز قرار این‌گونه تعریف می‌شود: قرار عبارت است از تصمیم دادگاه در امر ترافعی که کلاً یا بعضاً قاطع دعوی و خصومت نباشد.

## معنی لغوی
قرار در لغت به معنی ثبات و استوار کردن، استحکام دادن، تعیین و تأکید است همچنین جا گرفتن، آرام گرفتن، یا بر جا شدن در جایی، آرامش، آسودگی، رأی یا حکمی که درباره مسئله یا امری صادر شود.
، حکم محکم تخلف ناپذیر نیز از معانی دیگر کلمه قرار می‌باشد.

## اقسام قرار
در امور حقوقی قرار(به لحاظ کلی) به صورت زیر دسته‌بندی می‌شود:
1. قرار اعدادی یا مقدماتی
2. قرار نهایی
3. قرار موقتی یا قرار توقیفی
4. قرار اجباری و الزام‌کننده یا تهدیدی

### قرار اعدادی یا مقدماتی
قرارهایی هستند که برای رسیدگی به دلایل اصحاب دعوی و آماده کردن مقدمات صدور حکم صادر می‌شوند. عدول از این قرارها جایز است.

### قرار نهایی
قراری است که دعوی را در حدود موضوع خود خاتمه می‌دهد و دادرس با صدور آن خود را برای صدور حکم آماده می‌کند. این قرار بدون ورود به ماهیت دعوی (رسیدگی شکلی) صادر می‌شود و دعوی را از دادگاه خارج می‌کند. این قرار گاهی به دنبال ایراد خوانده مبتنی بر عدم اهلیت خواهان یا عدم صلاحیت دادگاه و گاهی به دنبال استرداد دادخواست یا دعوی صادر می‌شود. قرار رد دعوی، قرار نهایی است.
- انواع قرار نهایی عبارتند از:

1. قرار منع پیگرد(تعقیب):اگر قاضی دادسرا به این نتیجه برسد که متهم عمل انتسابی را مرتکب نشده و دلایل برای توجه اتهام به او کافی نیست قرار منع پیگرد صادر می‌کند و نیز هنگامی که عمل متهم فاقد وصف کیفری است قرار منع پیگرد صادر می‌شود.
2. قرار موقوفی تعقیب: اگر متهمی تحت تعقیب قرار گرفت، رسیدگی به اتهام او متوقف نمی‌شود مگر آنکه به موجب قانون توقف تحقیقات ضرورت پیدا کند. همانند قرار منع پیگرد تصمیم قاضی صادرکننده قرار باید به تأیید دادستان برسد و در صورت تأیید دادستان متهم حق دارد ظرف پنج روز از تاریخ ابلاغ نسبت به قرار شکایت کند. قرار موقوفی تعقیب را باید قراری شکلی دانست که دلالت بر ناتوانی در انجام تحقیقات مقدماتی دارد. همچنین در فرض نقض این قرار توسط دادگاه، باید این اقدام را نشانگر فقدان مانع در انجام تحقیقات بازپرس و نیز لزوم اظهار نظر وی در خصوص اتهام دانست.[۵]
3. قرار مجرمیت:چنانچه تحقیقات دادسرا دلالت بر توجه اتهام به متهم داشته باشد قاضی رسیدگی‌کننده به پرونده با صدور قرار مجرمیت که مخاطب آن دادستان است از او می‌خواهد که با صدور کیفرخواست، متهم در دادگاه، محاکمه شود

### قرار موقتی یا قرار توقیفی
این نوع قرارها برای حفظ حقوق یکی از اصحاب دعوی یا جلوگیری از تضییع حقوق وی صادر می‌شود و در اصل دعوا تأثیری ندارد.
مانند قرار تأمین خواسته یا قرار درخواست دستور موقت.
- قرارهای موقتی عبارتند از:

1. قرار عدم صلاحیت[۶]
2. قرار امتناع از رسیدگی[۷]
3. قرار اناطه[۸]

### قرار اجباری و الزام کننده یا تهدیدی
در مواردی که موضوع تعهد عملی است که انجام آن جز وسیله شخص متعهد ممکن نیست، دادگاه می‌تواند به درخواست متعهدله در حکم راجع به اصل دعوی یا پس از صدور حکم، مدت و مبلغی را معین نماید که اگر محکوم علیه مدلول حکم قطعی را در آن مدت اجراء نکند، مبلغ مزبور را به ازای هر روز تأخیر به محکوم له بپردازد. یا در حکم قید شود که چنانچه ظرف دو ماه مبلغ حق کسب و پیشه یا تجارب را توزیع ننماید، حکم کان لم یکن تلقی گردد.